# Tamiko
Tamiko  è un nome proprio di persona giapponese femminile.

## Varianti in altre lingue
- Inglese: Tamika[2], Tameka[2]
  - Ipocoristici: Tam[2]

## Origine e diffusione
È composto dagli elementi 多 (ta, "molti"), 美 (mi, "bello") e 子 (ko, "bambino"); il secondo elemento è presente anche in altri nomi, quali Ami, Emi, Akemi, Aimi, Mika, Misao e Satomi, mentre il terzo si riscontra in Keiko, Chiyoko, Aiko, Akiko, Ayako, Fujiko, Sachiko, Naoko, Yōko e Reiko. Il nome si è diffuso nella cultura inglese, anche nelle forme Tamika e Tameka, grazie alla fama della cantante statunitense Tamiko Jones o al film del 1963 Una ragazza chiamata Tamiko.

## Onomastico
Il nome è adespota, cioè non è portato da alcuna santa, quindi l'onomastico ricade il 1º novembre ad Ognissanti.

## Persone
- Sophie Tamiko Oda, attrice statunitense
- Maria Tamiko Pozzi, vero nome di Baby Pozzi, ex pornoattrice italiana

### Variante Tamika
- Tamika Catchings, cestista statunitense
- Tamika Whitmore, cestista statunitense
- Tamika Williams, cestista e allenatrice di pallacanestro statunitense

## Il nome nelle arti
- Tamiko è un personaggio del film del 1969 Buon giorno, diretto da Yasujirō Ozu.
- Tamiko è un personaggio del videogioco Red Steel 2.
- Tamika è un personaggio del film del 2004 Soul Plane - Pazzi in aeroplano, diretto da Jessy Terrero.
- Tamika è un personaggio della serie di romanzi La Ruota del Tempo, scritta da Robert Jordan.
- Tamika Jones è un personaggio della serie animata Class of 3000.
- Tamiko Utsugi è un personaggio della serie manga e anime Mao Dante.